# Mbaga
Mbaga est le plus grand village de la commune de Touroua, situé dans le département de la Bénoué et la Région du Nord au Cameroun, à proximité de la frontière avec le Nigeria. Il fait partie du lamidat de Touroua.

## Démographie
Lors du recensement de 2005, la localité compte 3 393 habitants.
En 2015, on y dénombre 4 767 personnes, répartis en 2 425 hommes et 2 342 femmes.

## Santé
Mbaga dispose d'un centre de santé (CSI).

## Éducation
Au niveau primaire, Mbaga dispose de 3 écoles : l'école publique de Mbaga 1, l'école publique de Mbaga 2 et l'école privée catholique de Mbaga.
Le village possède un collège d'enseignement secondaire public francophone, le CES de Mbaga. Pour le second cycle, les élèves se rendent au lycée de Touroua.

## Religion
Dans la commune, les religions pratiquées sont l'islam (52%), le christianisme (46%), l'animisme (2%).

## Activités principales
L'agriculture est la principale activité occupant plus de 80% de la population. On y cultive le coton, le maïs, l'arachide, le mil (sorgho). L'élevage est la deuxième source des revenus.